# (4549) Burkhardt
(4549) Burkhardt ist ein Asteroid des Hauptgürtels, der am 29. September 1973 vom Forscherteam Cornelis Johannes van Houten, Ingrid van Houten-Groeneveld und Tom Gehrels im Rahmen des Palomar-Leiden-Surveys entdeckt wurde.
Der Asteroid ist nach dem deutschen Astronomen Gernot Burkhardt benannt, der am  Astronomischen Rechen-Institut (ARI) an der Universität Heidelberg arbeitet.